# 莲洲镇
莲洲镇是中国广东省珠海市斗门区下辖的一个镇，由原来的莲溪镇和上横镇合并而成。鄰近大广海湾经济区。全镇总面积88.6平方公里，下辖3个社区、27个村。户籍人口4.3万人。镇内江珠高速公路贯穿全境。

## 行政区划
莲洲镇下辖以下村级行政区划单位
横山社区、莲溪社区、大沙社区、耕管村、广丰村、福安村、三角村、三隆村、二龙村、獭山村、三冲村、大胜村、三家村、横山村、新益村、粉洲村、南青村、新洲村、西窑村、东窑村、红星村、文锋村、新丰村、东安村、上栏村、下栏村、石龙村、莲江村、光明村、东湾村和永利工业区。